# Calímnos (unidade regional)
Calímnos (em grego: Καλύμνου) é uma unidade regional da Grécia, localizada na região do Egeu Meridional. É formada pelas ilhas de Calímnos, Agathonisi, Astipaleia, Leipsoi, Leros, Patmos e diversas outras ilhas menores no Mar Egeu.

## Administração
Foi criada a partir da reforma governamental instituída pelo Plano Calícrates de 2011, através da divisão de parte da extinta Prefeitura do Dodecaneso. É subdividida em 6 municípios; são eles (numerados conforme o mapa):
- Calímnos (1)
- Agathonisi (2)
- Astipaleia (3)
- Leipsoi (4)
- Leros (5)
- Patmos (6)